# عظاءة ذنبية
عظاءة ذنبية (الاسم العلمي: Cercosaura)، جنس سحالي من فصيلة عاريات العيون تستوطن أمريكا الجنوبية.